# Marta Silva de Lapuerta
Marta Silva de Lapuerta (Madrid, 15 de febrer de 1969) és una advocada madrilenya. Fou l'advocada general de l'Estat des de gener de 2012 fins al novembre de 2016. Es va formar a la Universitat CEU San Pablo i forma part de la promoció d'advocats de l'Estat de 1996, coneguda com «La Gloriosa», que pren aquest nom perquè la majoría dels seus integrants ocupen alts càrrecs a l'administració pública o en grans empreses privades espanyoles. Filla de l'exministre d'obres públiques franquista i fundador d'Alianza Popular, Federico Silva Muñoz, va ser directiva del Reial Madrid i persona de la màxima confiança de Florentino Pérez entre l'any 2000 i 2006. Entre 2003 i 2009 va ocupar un alt càrrec en la constructora Sacyr. És neboda de l'extresorer del PP Álvaro Lapuerta, implicat en el cas Gürtel.